# Municipio de Alcona
El municipio de Alcona (en inglés: Alcona Township) es un municipio ubicado en el condado de Alcona en el estado estadounidense de Míchigan. En el año 2010 tenía una población de 968 habitantes y una densidad poblacional de 5,63 personas por km².

## Geografía
El municipio de Alcona se encuentra ubicado en las coordenadas 44°48′12.78″N 83°31′29.25″O / 44.8035500, -83.5247917. Según la Oficina del Censo de los Estados Unidos, el municipio tiene una superficie total de 172 km² (66,4 mi²), de la cual 149,3 km² (57,6 mi²) corresponden a tierra firme y 22,7 km² (8,8 mi²) (13.21%) es agua.

## Demografía
En el 2000 la renta per cápita promedia del hogar era de $34.125, y el ingreso promedio para una familia era de $39.934. El ingreso per cápita para la localidad era de $20.160. En 2000 los hombres tenían un ingreso per cápita de $33.250 contra $21.364 para las mujeres. Alrededor del 8.70% de la población estaba bajo el umbral de pobreza nacional.